# 고성 옥천사 청동향로
고성 옥천사 청동향로(固城 玉泉寺 靑銅香爐)는 대한민국 경상남도 고성군 개천면 북향리, 옥천사에 있는 향로이다.
1972년 2월 12일 경상남도의 유형문화재 제59호 옥천사 향로로 지정되었다가, 2018년 12월 20일 현재의 명칭으로 변경되었다.

## 개요
향로란 절에서 마음의 때를 씻어준다는 의미를 가진 향을 피우는데 사용하는 도구를 말한다.
높이 23cm, 입 지름 27.5cm인 청동으로 만들어진 조선시대 향로로, 입 주위에는 넓은 테를 가진 전이 있으며, 안쪽으로 '의령수도사'라고 점선으로 새긴 글자가 있다.
향로 몸체의 둘레에는 4곳에 꽃 모양으로 창을 만들고, 그 안에 봉황을, 남은 공간에는 빈틈없이 덩굴무늬를 새겨 넣었다. 아랫부분의 받침대에는 문양이 없고, 그 형태가 몸체와 균형이 맞지 않으며, 조선 순조 16년(1816)에 보수하였다는 글씨이 새겨 있다.
이 향로는 무늬를 먼저 새긴 다음 은으로 입히는 방법을 사용하여 문양을 만들었으며, 표충사 은입사 향로와 같은 수법을 보여주는 우수한 작품으로, 고려 후기에서 조선 전기에 만들어진 것으로 보인다.

## 같이 보기
- 옥천사

## 참고 문헌
- 고성 옥천사 청동향로 - 국가유산청 국가유산포털